# 馬賽厄斯山
71°13′S 164°41′E / 71.217°S 164.683°E
馬賽厄斯山（英語：Mount Matthias），是南極洲的山峰，位於維多利亞地的彭內爾海岸，屬於康科德山脈中埃弗雷特山脈的一部分，海拔高度1,610米，美國地質調查局根據測量和美國海軍拍攝的空中照片繪入地圖，現時由南極條約體系管理。